# Quartiere Ardizzone

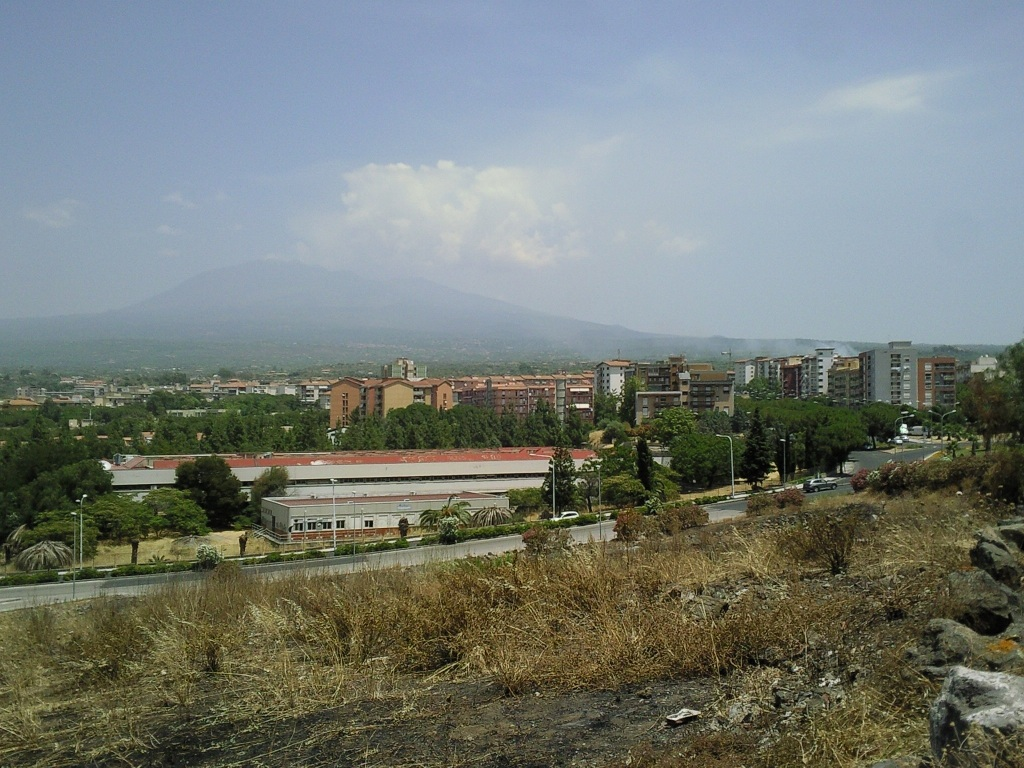
Vista panoramica del quartiere Ardizzone, nella quale si intravede l'Etna

L'Ardizzone (ex Zona 167, chiamato anche zona Ardizzone, in siciliano Ardizzuni o Ardizzòni) è un quartiere situato a nord del territorio della città di Paternò, in provincia di Catania, sorto negli anni sessanta.
Conta circa 10 000 abitanti.

## Toponimo
Il quartiere deve il suo nome agli Ardizzone, famiglia catanese di baroni, proprietari di un grosso feudo dove attualmente sorge l'abitato.

## Storia
Nel periodo antecedente alla seconda guerra mondiale, nella parte settentrionale del territorio di Paternò, vi si trovava una vasta zona disabitata e caratterizzata dalla presenza di numerosi terreni agricoli, dove si coltivavano arance, mandorli, fichi d'india e ulivi. Questa grande area agricola fu di proprietà degli Ardizzone, che l'abbandonarono dopo il conflitto.
La zona era intesa dai contadini come 'u feu Ardizzone, ovvero il "feudo Ardizzone".
In applicazione della legge n. 167 del 18 aprile 1962, l'area, con una superficie di 94 Ha, fu scelta e destinata al Piano di Edilizia economica e popolare (PEEP), che prevedeva nel tempo la costruzione di oltre diecimila vani in dieci anni. Si ebbe così un'espansione dell'abitato a nord, e migliaia di famiglie paternesi si trasferirono nel nuovo quartiere o "città satellite" dal Centro storico.
L'urbanizzazione dell'area fu regolata dal Decreto n. 47 del 18 febbraio 1976 dell'Assessore regionale per lo Sviluppo economico, che approvò il Piano di zona attuato dal comune etneo, e subì una forte accelerazione dopo il Piano regolatore generale del 1983. Sorsero le prime palazzine, le cooperative, le costruzioni di proprietà comunale, una parrocchia e il centro sociale, utilizzato in seguito a sede municipale.
La zona venne ulteriormente arricchita con viali alberati (corso del Popolo, corso Italia e viale Alcide De Gasperi) e spazi di verde pubblico.

## L'Ardizzone oggi
Zona residenziale di Paternò, rappresenta la parte moderna della città, ed è contigua alla parte antica. Fin dalla sua creazione ha assorbito un rilevante numero di abitanti dei quartieri storici. Attualmente risiedono nel quartiere quasi 15 000 abitanti, rendendolo il più popolato della città. È inoltre il quartiere più vasto della città come dimensioni urbanistiche. Vi sorgono per la maggior parte grandi palazzi e condomini, resindence alloggi di edilizia popolare e una grande quantità di villette a schiera.
Modello urbanistico tipico delle città europee del XX secolo, il quartiere Ardizzone è considerato una "città giardino" per la presenza di spazi verdi. Nella parte est collega Paternò allo svincolo della strada statale 121 in direzione di Catania, e nella parte ovest al quartiere dell'Acquagrassa dove è situato l'ospedale, e alla provinciale che conduce a Santa Maria di Licodia.
Vi sono situati un discreto numero di attività commerciali, il palazzo di 10 piani che ospita gli uffici comunali, scuole materne ed elementari, una istituto secondario superiore, l'ufficio delle poste, la chiesa del Sacro Cuore di Gesù e la chiesa dello Spirito Santo.
Nel quartiere è prevista la costruzione di una delle due nuove stazioni di Paternò della Ferrovia Circumetnea.